# Biblioteca Estatal de Rússia
La Biblioteca Estatal de Rússia (rus: Российская государственная библиотека), és la biblioteca nacional de Rússia, situada a Moscou.
 No s'ha de confondre amb la Biblioteca Nacional de Rússia, situada a Sant Petersburg.
És la tercera biblioteca més gran del món per nombre de llibres, amb més de 17 milions de volums. És una biblioteca federal supervisada pel Ministeri de Cultura, inclosa la seva jurisdicció fiscal. És la biblioteca més gran del país, i remunta els seus orígens fins al juliol de 1862, quan es va inaugurar com a primera biblioteca pública de Moscou, la Biblioteca Rumiàntsev, dins el Museu Rumiàntsev. Després de la revolució bolxevic, es van ampliar els seus fons i es va buscar nou espai per a ella. Des del 1922 es va anomenar Biblioteca Estatal de l'URSS V.I. Lenin, i va conservar aquest apel·latiu fins a la caiguda del règim soviètic en 1991, quan es va rebatejar amb la seva denominació actual. El 1927 s'encarregà una ampliació, el 1930 començà a construir-se i el 1945 es completà l'edifici, projectat pels arquitectes Vladímir Sxuko i Vladímir Gelfreikh. Ocupa diversos edificis, donada la gran grandària dels seus col·leccions, que inclouen publicacions periòdiques (13 milions), mapes (150.000), partitures musicals i registres sonors (350.000). Els seus fons s'estenen a més de 200 idiomes, el percentatge total de fons de la biblioteca en altres idiomes gairebé arriba al 30%. Entre 1922 i 1991, va existir l'obligació de dipositar un exemplar de cada llibre publicat a l'URSS, pràctica que continua avui referida a la Federació de Rússia.
La biblioteca té diversos edificis d'estils arquitectònics diferents. El 2012 la biblioteca en tenia més de 275 km de prestatgeries, incloent més de 17 milions de llibres i volums en sèrie, 13 milions de revistes, 370 mil partitures musicals i discos sonors, 150.000 mapes i altres. Hi ha articles en 247 idiomes del món, la part estrangera representa aproximadament el 29 per cent de tota la col·lecció. El 2017, els fons van cobrir més de 360 idiomes.

## Història

### Biblioteca Rumiàntsev

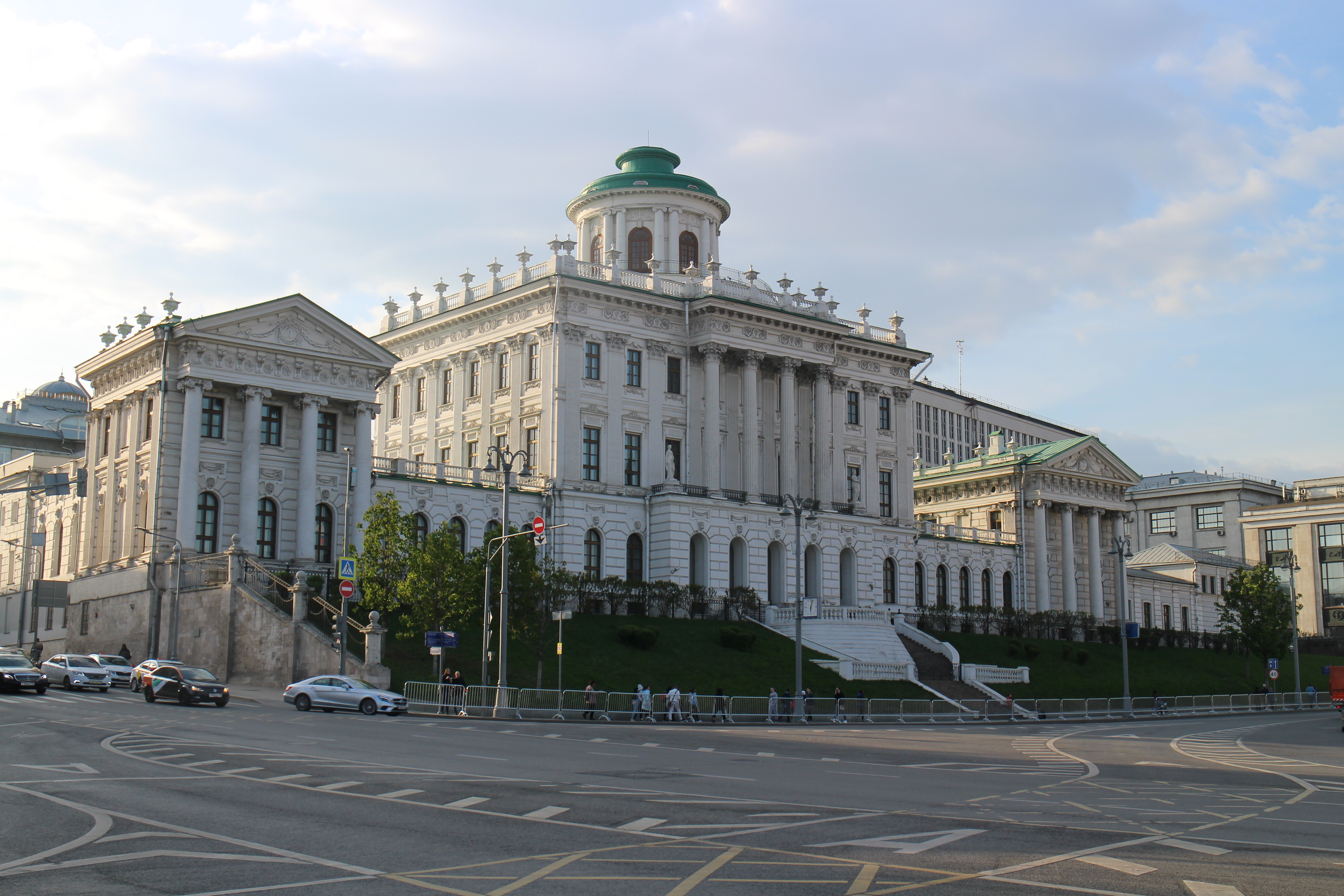
Casa Pashkov, antic edifici de la Biblioteca Estatal Russa. A l'extrem dret es veuen les estructures més noves.

La biblioteca va ser fundada l'1 de juliol de 1862, com la primera biblioteca pública gratuïta de Moscou i com a part del Museu Públic de Moscou i el Museu Rumiàntsev, o en definitiva la biblioteca Rumiàntsev.
La part del Museu Rumiàntsev albergava la col·lecció històrica del comte Nikolai Petróvitx Rumiàntsev, que havia estat donada al poble rus i traslladada de Sant Petersburg a Moscou. La seva donació va incloure sobretot llibres i manuscrits, així com una extensa col·lecció numismàtica i etnogràfica. Aquestes, així com aproximadament 200 pintures i més de 20.000 gravats, que havien estat seleccionades de la col·lecció del Museu de l'Ermitage de Sant Petersburg, es van poder veure a la Casa Pashkov (un palau, establert entre 1784 i 1787, a les proximitats del Kremlin). El tsar Alexandre II de Rússia va donar el quadre L'aparició de Crist davant del poble d’Aleksandr Ivànov per a l'obertura del museu.
Els ciutadans de Moscou, profundament impressionats per la donació altruista del comte, van batejar el nou museu amb el nom del seu fundador i van fer gravar la inscripció del comte Rumiàntsev per a la bona Il·lustració a sobre de la seva entrada. En els anys següents, la col·lecció del museu va créixer gràcies a nombroses donacions addicionals d'objectes i diners, de manera que el museu aviat va albergar una col·lecció encara més important de pintures d'Europa occidental, una extensa col·lecció d'antiguitats i una gran col·lecció d'icones. De fet, la col·lecció va créixer tant que aviat les instal·lacions de la Casa Pashkov es van convertir en insuficients i es va construir un segon edifici al costat del museu poc després del tombant del segle xx per acollir les pintures en particular.

### Biblioteca Lenin

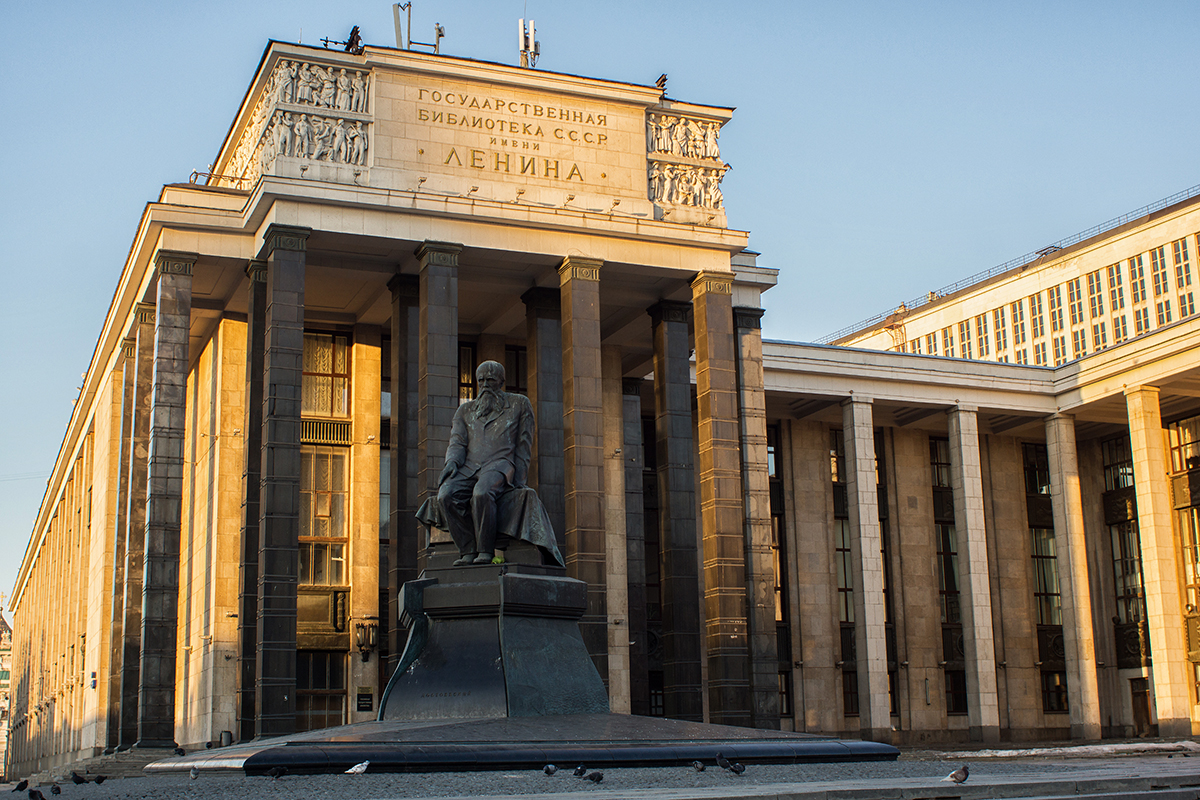
Edifici principal de la biblioteca, davant hi ha l’estatua de Dostoevski

Després de la Revolució d'Octubre, els continguts van tornar a créixer enormement, i de nou la manca d'espai es va convertir en un problema urgent. També van sorgir greus problemes financers, ja que la major part dels diners per finançar el Museu van desembocar al Museu Puixkin, que només s'havia acabat uns anys abans i estava assumint el paper del Museu Rumiàntsev. Per tant, el 1925 es va decidir dissoldre el Museu Rumiàntsev i estendre les seves col·leccions per altres museus i institucions del país. Part de les col·leccions, en particular l'art i les antiguitats d'Europa occidental, es van traslladar així al Museu Puixkin. La Casa Paixkov (al carrer Mokhovaia 3) va ser rebatejada com a Edifici Antic de la Biblioteca Estatal Russa. L'antic edifici de l'arxiu estatal a la cantonada dels carrers Mokhovaya i Vozdvizhenka va ser arrasat i substituït pels nous edificis. El 1925 la biblioteca va passar a anomenar-se VI Biblioteca Estatal Lenin de l'URSS. Té el malnom de Leninka.

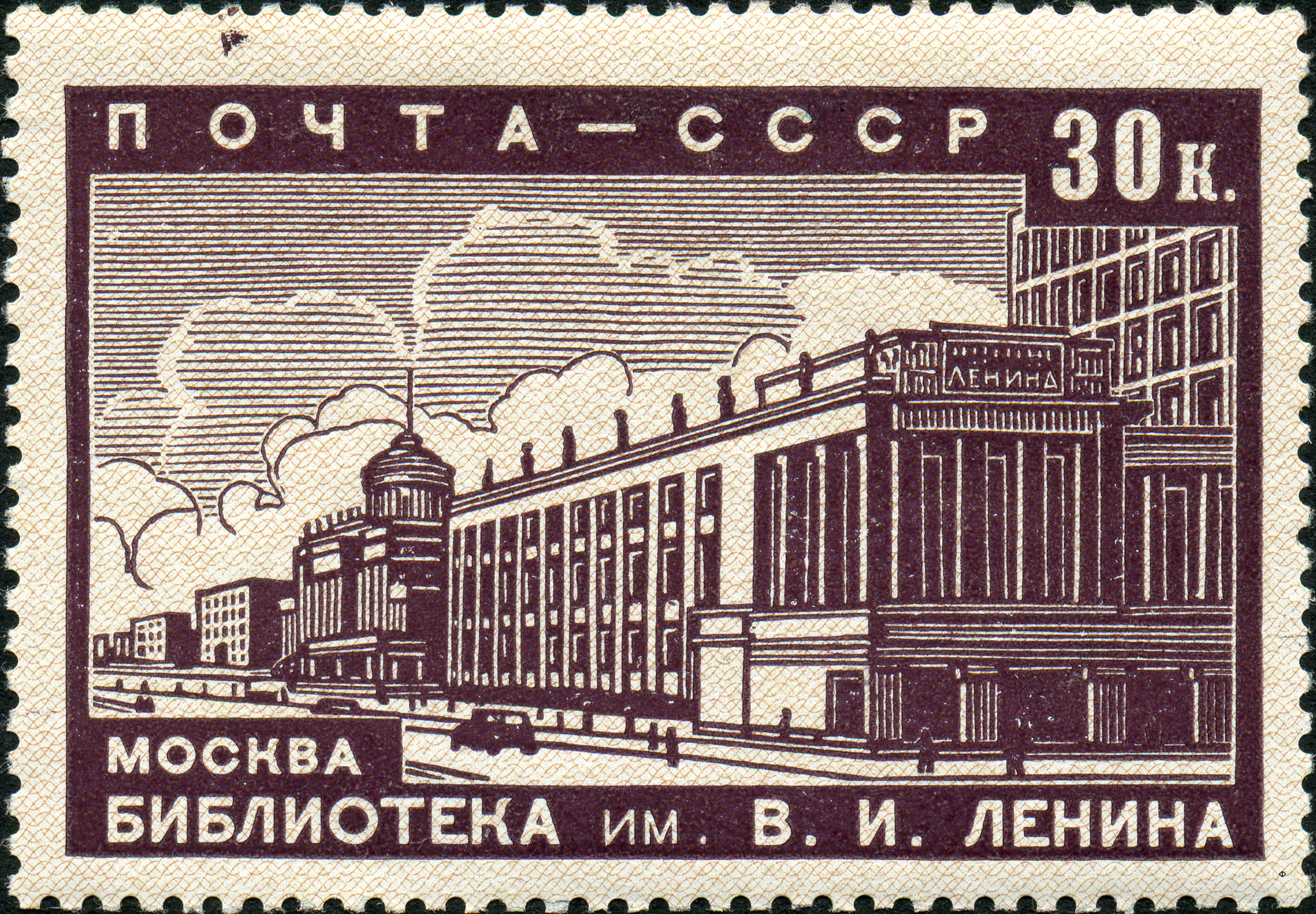
Un segell de l'any 1939 que marca la finalització de la primera part del nou edifici de la biblioteca; va tenir una tirada de 1600

El disseny dels nous edificis de la Biblioteca Lenin s'havia de decidir mitjançant un concurs convocat al desembre de 1927. El concurs va tenir un component obert mentre que altres arquitectes van ser convidats mitjançant invitació. Mentre que la primera ronda va ser guanyada per un equip, es va triar un altre disseny d'un equip format per Vladimir Shchuko i Vladimir Gelfreikh. Aquest disseny particular es va modificar encara més en gran manera. La construcció de la primera etapa es va autoritzar el 1929 i va començar el 1930. Entre els escultors famosos implicats hi havia Matvey Manizer. Hi ha una sèrie d'estàtues al terrat. La primera etapa es va completar en gran part el 1941. En el procés, l'edifici va adquirir les característiques exteriors del neoclassicisme modernitzat del Palau dels Soviets (codissenyat per Shchuko i Gelfreikh), allunyant-se del modernisme sever dels esborranys de 1927-1928. L'últim component del pla de Shchuko, una sala de lectura de 250 seients, es va obrir el 1945; les addicions van continuar fins al 1960. Durant aquest període la biblioteca va ser identificada com una biblioteca de masses. La Biblioteca Lenin era una biblioteca central, un dipòsit nacional, una institució d'investigació en àrees relacionades amb les biblioteques i un centre que realitzava la compilació de bibliografies. Les seves estàtues també la designaven com una institució que «contribueix al desenvolupament del comunisme a l'URSS». La seva assistència diària era estimada d'entre 5000 i 6000.

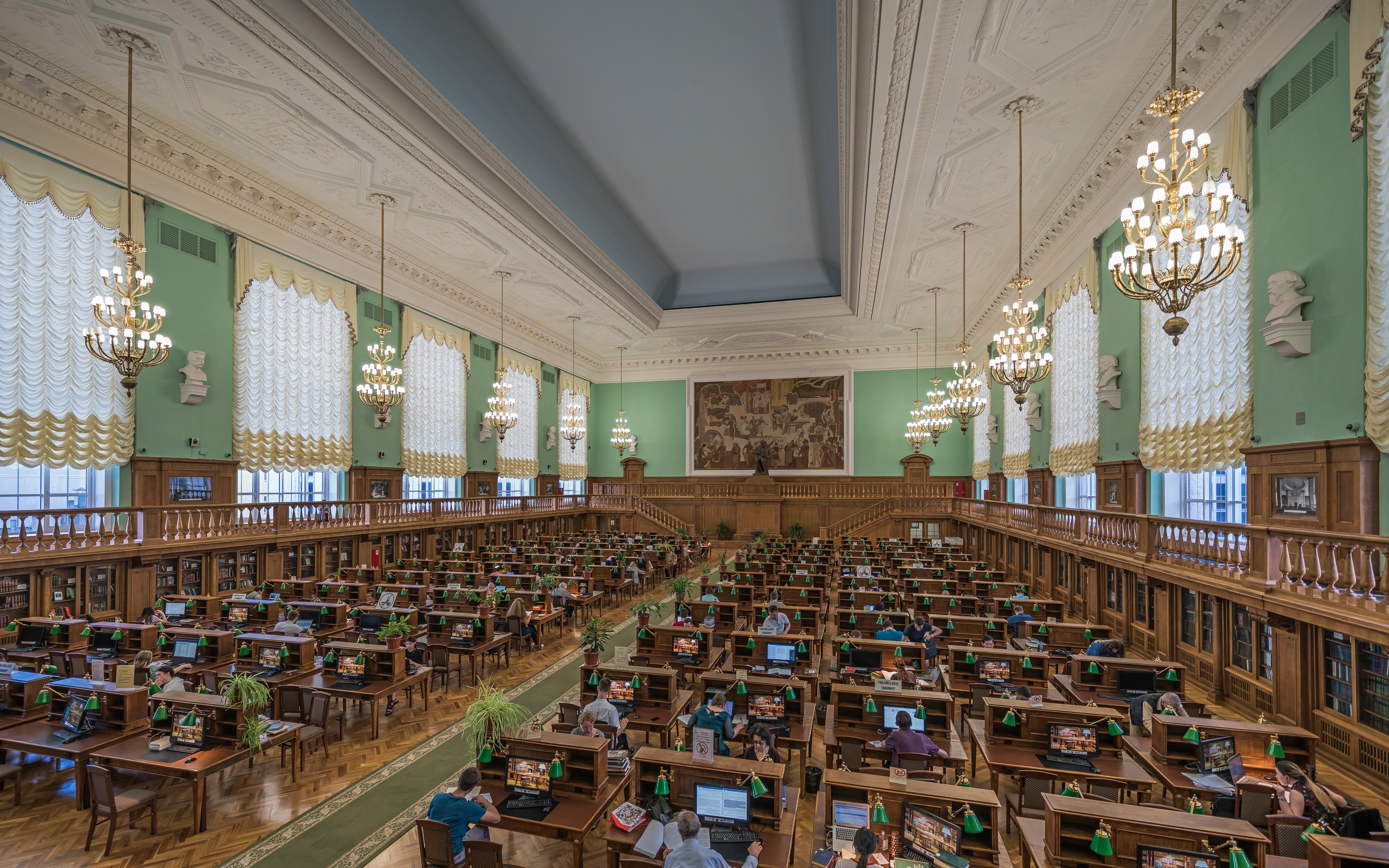
Sala de lectura tres, la més gran. Al final, un monument a Lenin. Busts al llarg de les parets.

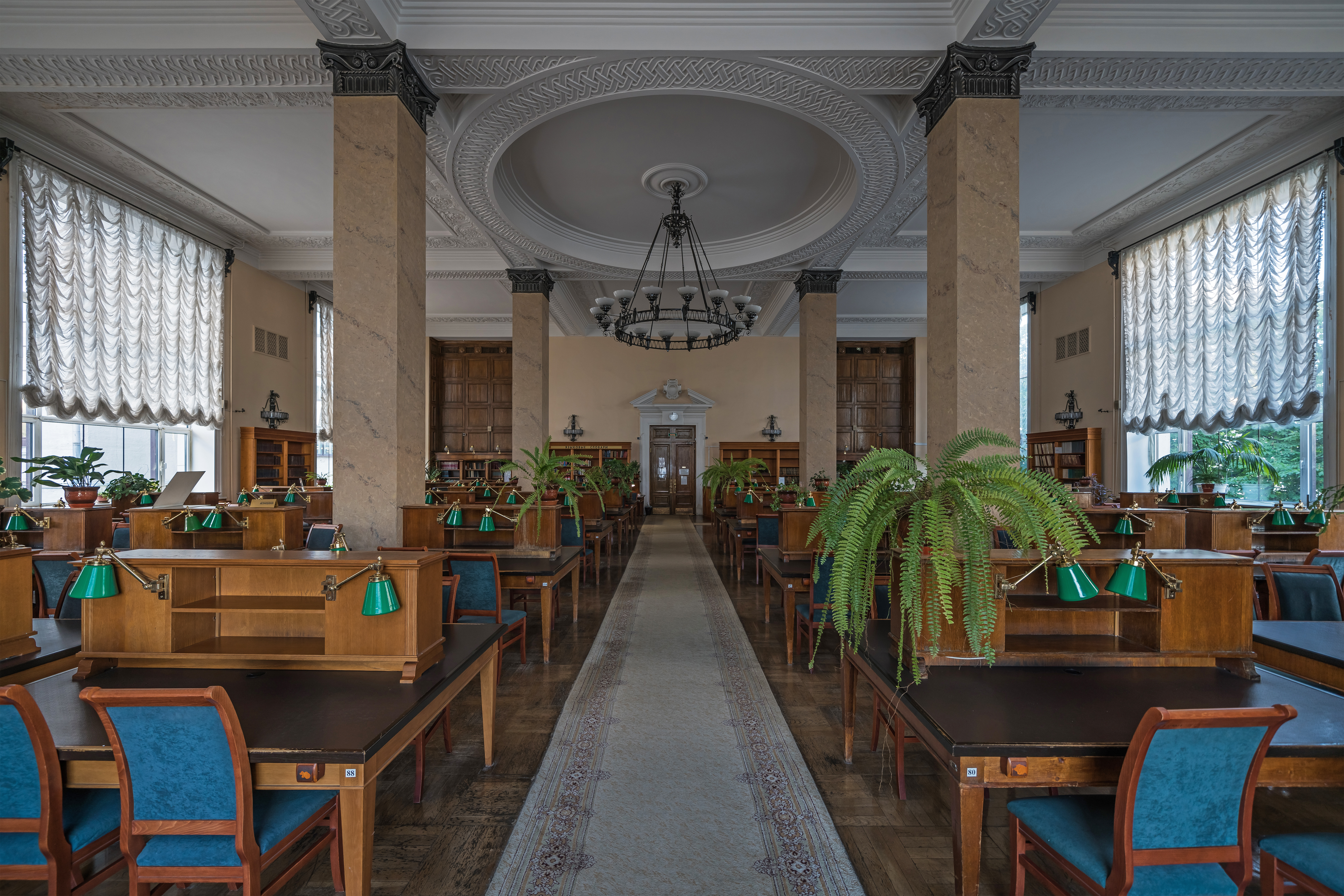
Una de les sales de lectura més petites

Les còpies de tots els articles impresos a la Unió Soviètica van arribar a unes deu institucions. La biblioteca Lenin va rebre tres còpies, que la biblioteca podia utilitzar per a l'intercanvi de llibres o la distribució a altres biblioteques. La Biblioteca Lenin va ser una de les dues institucions a les quals se'ls va permetre participar en l'intercanvi internacional de llibres fins a 1955. Els llibres internacionals que van entrar a la biblioteca durant aquest període eren més de 40.000, principalment relacionats amb la ciència. A mitjans de la dècada de 1950 la biblioteca estava duent a terme intercanvis amb 60 països. La biblioteca també va prestar i agafar en préstec llibres de biblioteques nacionals i estrangeres.
La Biblioteca Lenin, juntament amb altres tres institucions, van col·laborar en un catàleg de 1707-1957. L'any 1961, la biblioteca disposava de vint-i-dues sales de lectura; el 1976 les 22 sales de lectura tenien una assistència diària de fins a 8000. El Departament de Referència i Bibliografia va ajudar els lectors a trobar llibres. La biblioteca també va ajudar altres biblioteques en la selecció de llibres. Aquestes recomanacions podrien arribar a més de tres-centes pàgines. El personal de la biblioteca l'any 1961 estava format per 1.750 bibliotecaris, 400 personal tècnic i personal de neteja i auxiliar.
Els fons de la biblioteca es netejaven dos cops l'any i s'observaven durant tot l'any. Els llibres que mostraven problemes es van enviar al Departament de Preservació. Aquest departament va atendre 380.000 pàgines en un any. La preservació del microfilm va comptar amb l'ajuda de l'Institut Especial de Cinematografia. Fins a 1961 només la Biblioteca Lenin estava decentment equipada per manejar i copiar un nombre adequat de microfilms. Eugene Power va comentar que la biblioteca té un «laboratori de microfilms amb dotze càmeres, sis d'elles de disseny híbrid que utilitzen un cap, pal i lent Eastman Kodak Microfile; un tauler i llums basats en el disseny alemany; i un bressol de llibres de Disseny i fabricació russa».
L'any 1968 l'edifici va assolir la seva capacitat, i la biblioteca va iniciar la construcció d'un nou dipòsit a Khimki, destinat a emmagatzemar diaris, treballs científics i llibres de poca demanda de les principals àrees d'emmagatzematge. La primera etapa de la biblioteca Khimki es va completar el 1975. Entre el 1922 i el 1991, almenys un exemplar de cada llibre publicat a l'URSS va ser dipositat a la biblioteca, una pràctica que continua avui de manera similar, amb la biblioteca designada per llei com a biblioteca de dipòsit legal.

### Biblioteca estatal russa
El 1992, la biblioteca va ser rebatejada com a Biblioteca estatal russa pel president Boris Eltsin. El seu mandat legal com a biblioteca nacional està sota la llei federal "Sobre la biblioteconomia/sobre els assumptes bibliogràfics" aprovada el 1994. El paper nacional de la biblioteca implica que és un dipòsit de documents estatals, de documents estrangers, una biblioteca per a les forces armades i un centre d'un sistema interbibliotecari. La Biblioteca Estatal de Rússia, fins i tot abans de convertir-se oficialment en una biblioteca nacional, va tenir un cert grau de cooperació amb la versió anterior de la Biblioteca Nacional de Rússia, la Biblioteca Pública Estatal MY Saltykov-Shchedrin de la República Socialista Federativa Soviètica de Rússia, que funcionava com a biblioteca nacional des de 1795. Una vegada que la Biblioteca estatal de Rússia també es va convertir en una biblioteca nacional, les dues biblioteques nacionals van establir un marc de cooperació el 1996 pel que fa a funcions com l'emmagatzematge de dipòsits legals i la solució de la duplicació.
Les sales de lectura de la Leninka estaven organitzades per tema i format. Els lectors havien de tenir una formació adequada. L'elit i els estudiosos els van utilitzar. En el marc del projecte nacional "Cultura", la Biblioteca Estatal de Rússia ofereix assistència procedimental al desenvolupament de biblioteques a tot el país. La biblioteca també ha dut a terme la identificació i documentació dels elements "trofeus" dels seus fons. Una renovació de la Casa Pashkov es va completar el 2007. Un dels principals llocs d'exposició dels últims temps és la Sala Ivanovo. Hi ha una exposició permanent en forma de museu del llibre. La biblioteca fa actes; per exemple, el maig de 2019, Noize MC va donar una conferència a la sala de lectura més gran i va ser seguida per altres artistes de rap actuant davant de l'escala de marbre a l'entrada de la biblioteca.

## Participacions
La biblioteca prové de la biblioteca personal i la col·lecció històrica del comte Nikolai Petróvitx Rumiàntsev. En el moment de la seva mort, el 1826, constava d'uns 28.000–29.000 llibres. El 1899, la biblioteca del Museu Públic de Moscou i Rumyantsev havia crescut fins a mig milió de volums i en les dues dècades següents passaria a superar 1 milió de volums. La col·lecció es va ampliar notablement mitjançant adquisicions i expropiació. El 1951 la Biblioteca Lenin tenia la col·lecció de llibres més gran del món, seguiria sent la més gran fins al 1973 com a mínim El 1959 les col·leccions de la Biblioteca Lenin van superar 20 milions. El 1961, les publicacions rares sumaven 250.000. Els manuscrits dels segles XI-XV van ser 30.000. Els artefactes històrics van ser 600.000. A la Biblioteca Lenin un llibre es definia com una publicació amb cinc o més pàgines, juntament amb alguns altres criteris. L'any 1994 les participacions van superar les 40 milions.

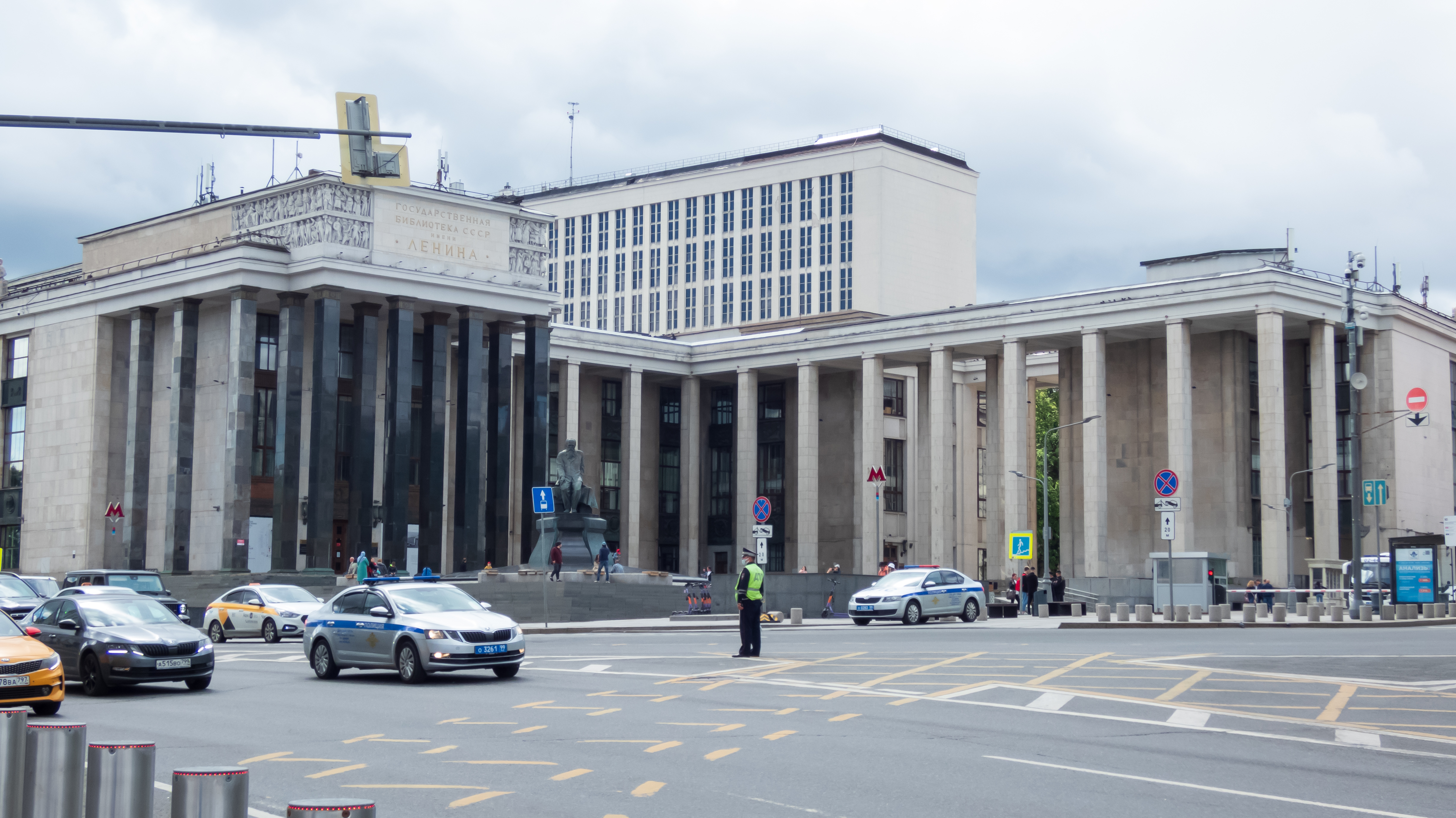
El dipòsit de 19 pisos es pot veure al fons, des del carrer Mokhovaya

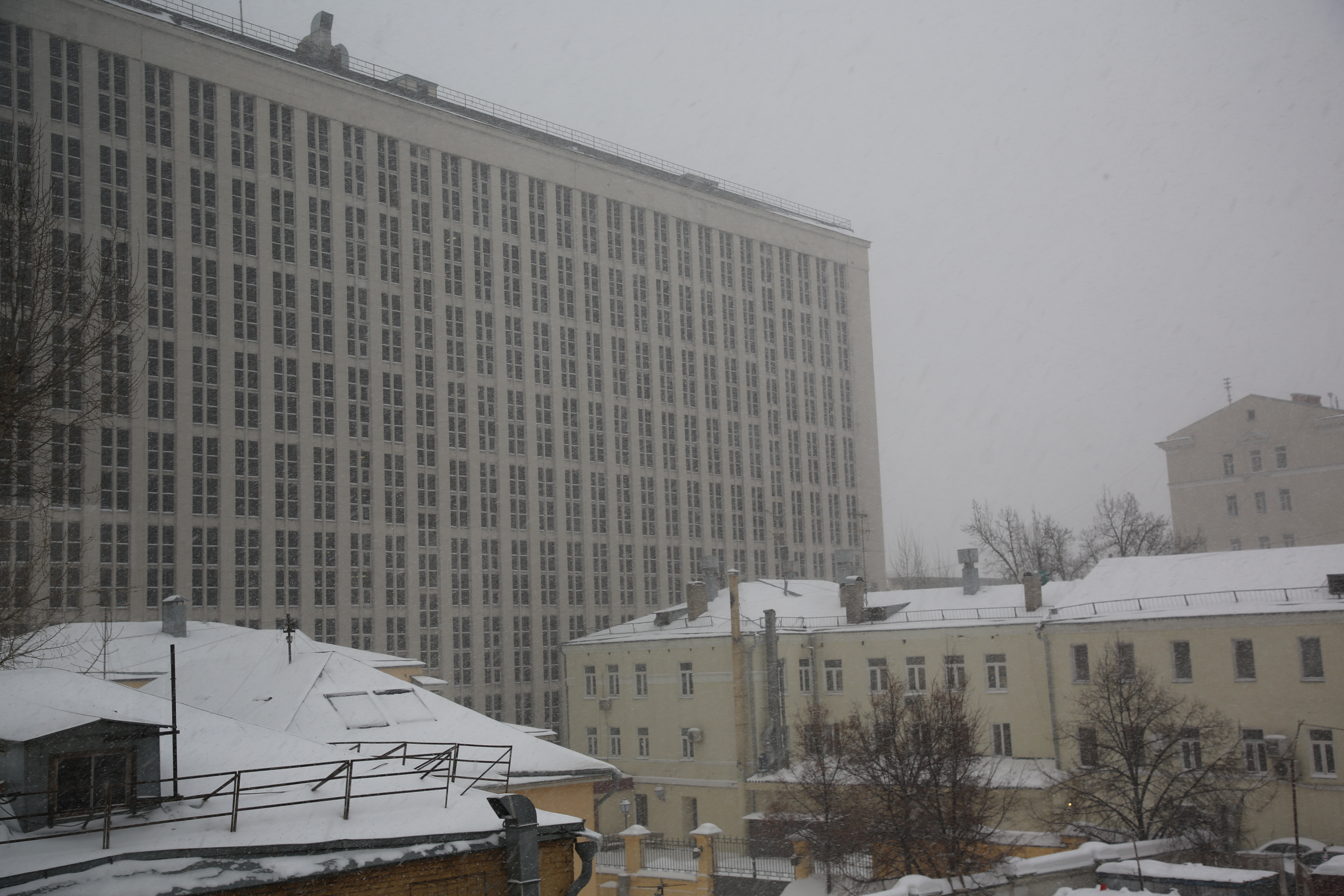
El dipòsit vist des del costat de Starovagankovsky Lane, prop del Museu d'Arquitectura Shchusev

L'any 2000, els fons eren 42 milions d'articles, formats per llibres en llengües vives i mortes. En aquell any, la biblioteca va rebre més de 357.000 mil còpies de documents, inclosos articles estrangers. Els fons inclouen una col·lecció de manuscrits que data del segle vi, arxius familiars i patrimonials, inclosos els de dinasties industrials i terratinents, documents personals d'individus notables de tot l'espectre i una col·lecció d'autògrafs. La col·lecció inclou una Bíblia de Gutenberg, els Apòstols d'Ivan Fedorov (1564) i les primeres edicions d'obres de Nicolau Copèrnic, Charles Darwin i Isaac Newton. Els documents de les Nacions Unides superen els 250.000. Els fons inclouen mapes, literatura militar, col·leccions musicals i sonores, literatura oriental, diaris i dissertacions. El 2017, les participacions van superar els 47 milions en 360 idiomes.
El departament de Biblioteca Electrònica es va crear a mitjans dels anys noranta. La seva primera col·lecció incloïa 900.000 tesis en rus. El Programa Memòria del Món de les Nacions Unides es va veure implicat amb articles digitalitzats com l’Evangeli d'Arkhangelsk (any 1092) i diaris, mapes i cartells russos antics. La digitalització de la col·lecció inicial de la Biblioteca Electrònica també es va ampliar mitjançant projectes amb la Library of Congress, Estats Units, i la Unió Europea. Pel que fa a la música, la digitalització de la música impresa antiga permet conservar-la i facilitar la distribució i l'accés als interessats, inclosos els investigadors; la digitalització intenta capturar també la naturalesa artística, inclòs l'art de les cobertes i les marques dels propietaris, etc. La Biblioteca Digital de Tesis es va iniciar l'any 2003. A mesura que la seva mida va créixer amb les incorporacions anuals, el nombre de sales de lectura virtuals de la Biblioteca Digital de Tesis també va augmentar, incloses les d'altres països.

## Recerca i publicacions
La biblioteca és una institució de recerca en biblioteconomia i àrees relacionades. La Biblioteca Lenin, inclosa la seva Oficina d'Orientació i Recerca de Biblioteques, tenia nombroses publicacions  –  col·leccions, manuals i catàlegs, promocions de llibres, llistes bibliogràfiques, treballs sobre temes sociopolítics, publicacions tècniques i publicacions relacionades amb l'art . Bibliotekovedenie (Библиотековедение) es va fundar el 1952 i va rebre el seu nom actual el 1993. La revista Observatori de la Cultura (Журнал-обозрение «Обсерватория культуры») es va fundar l'any 2004. La revista Vostochnaya Kollektsiya (Col·lecció Oriental) es va publicar entre 1999 i 2015, durant aquest període es van publicar 61 números amb més de 1200 articles. Pashkov Dom Publishing es va establir el 1998 i funciona com a editor de la biblioteca.
Els llibres sobre la biblioteca inclouen Prosto zhizn de SV Zhitomirskaia i VV Fedorov (ed.) Rossiiskaia gosudarstvennaia biblioteka.

## Galeria

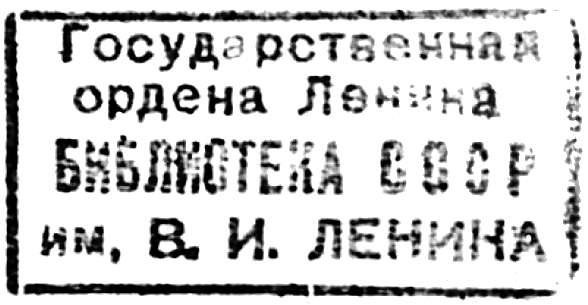
Segell de la Biblioteca Estatal de Rússia (època soviètica)
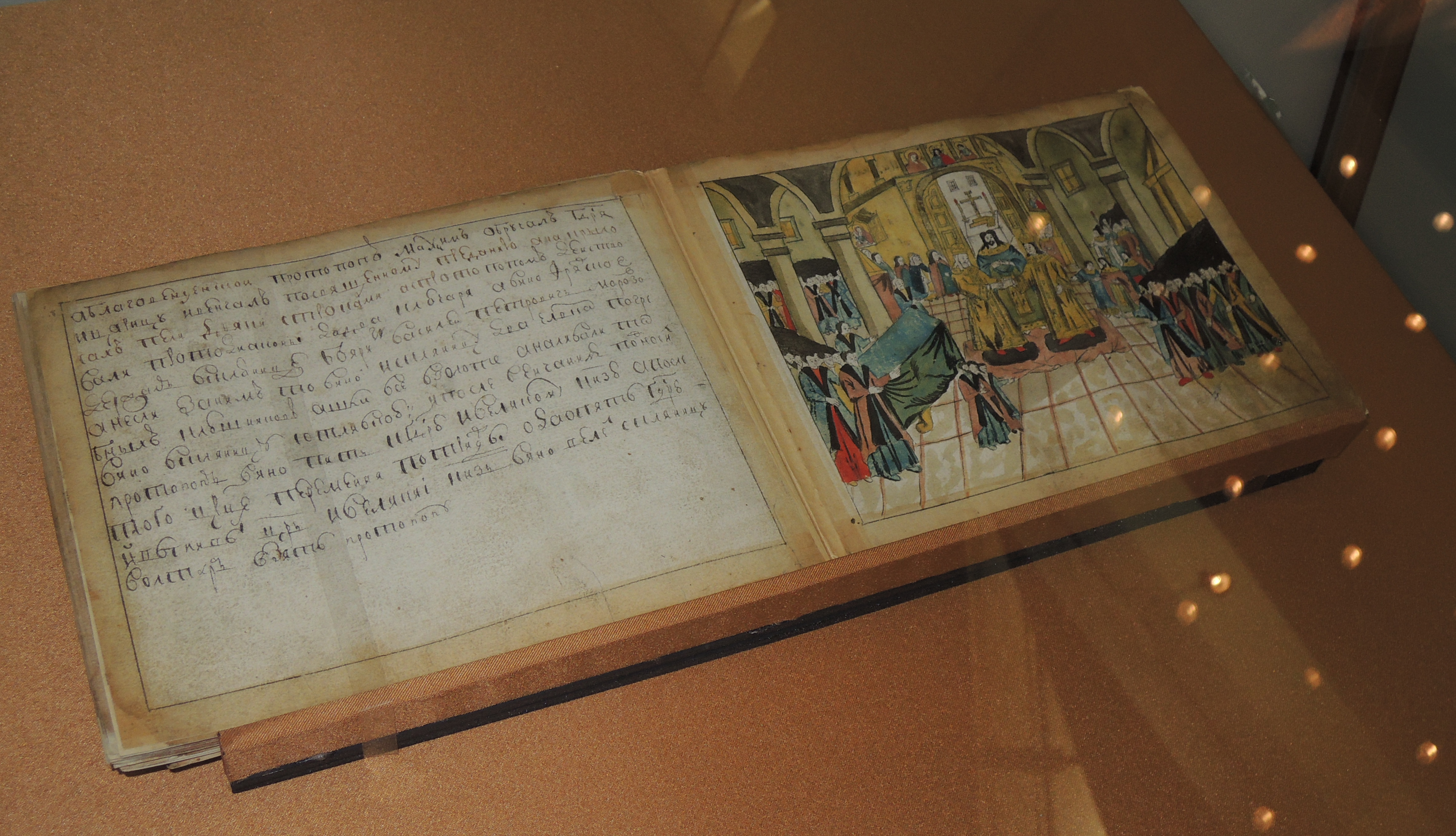
Les noces del tsar Miquel I de Rússia
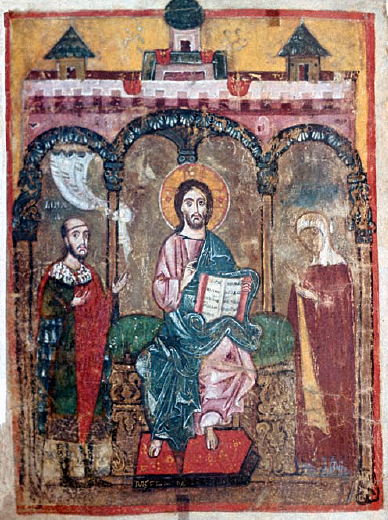
Manuscrit de Tver de George Hamartolus